# Kvæøya
Kvæøya  est une  île du comté de Troms, sur la côte de la mer de Norvège et la mer de Barents. L'île fait partie la commune de Kvæfjord.

## Description
L'île de 7 km2 est située dans le Kvæfjorden, un bras du Gullesfjorden (en) et se trouve à environ 1,5 km  au sud-ouest du village de Borkenes. En 2010, le pont Kvæøy a été achevé, reliant le village de Hundstad sur l'île à un point juste à l'ouest du village de Straumen sur l'île principale de Hinnøya.
L'île est considérée comme très fertile, avec de grandes fermes, et est habitée sur les côtés sud et ouest. Le côté nord-est de l'île est escarpé et il n'y a ni bâtiments ni terres fertiles. 

## Galerie

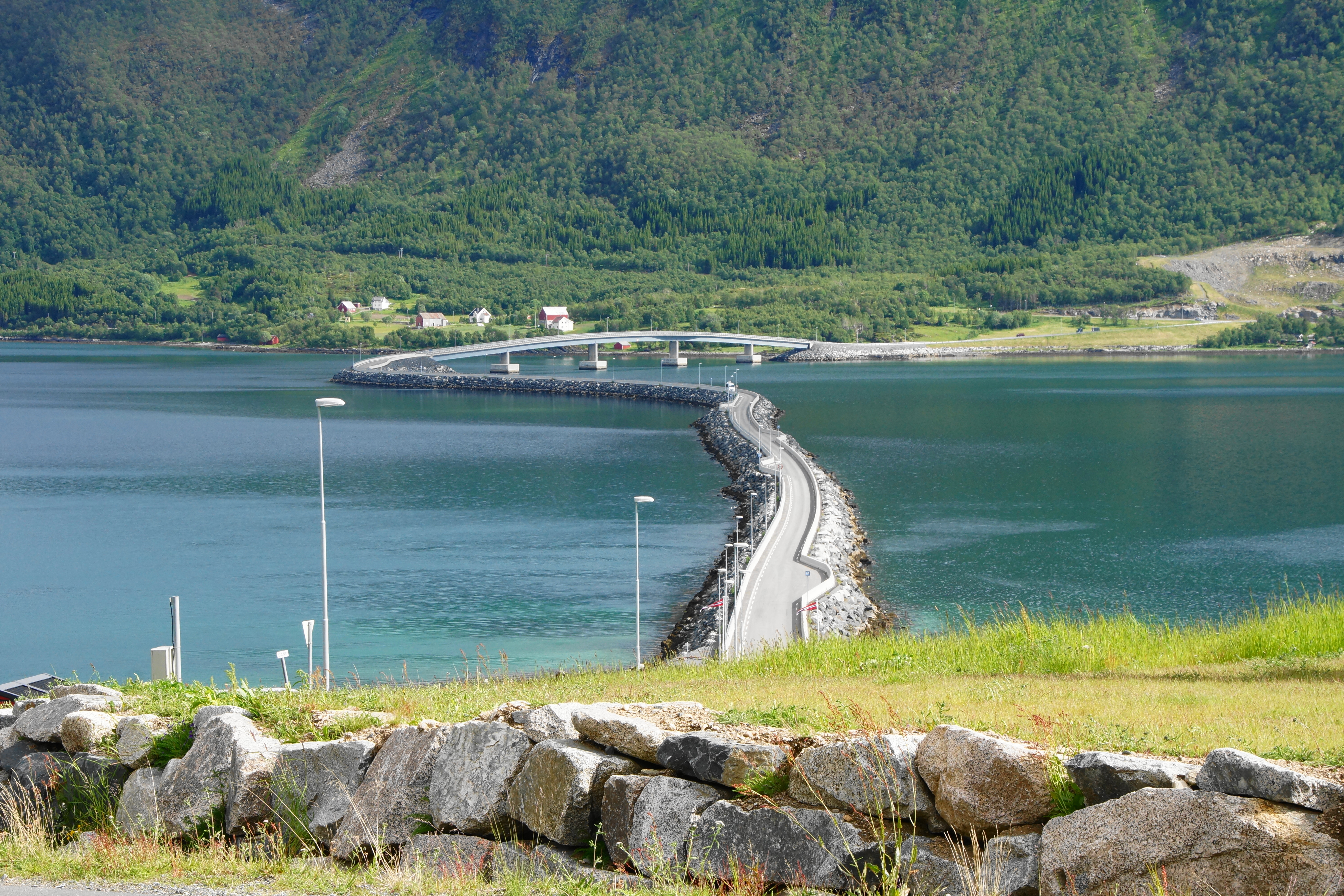
Pont de Kveøy
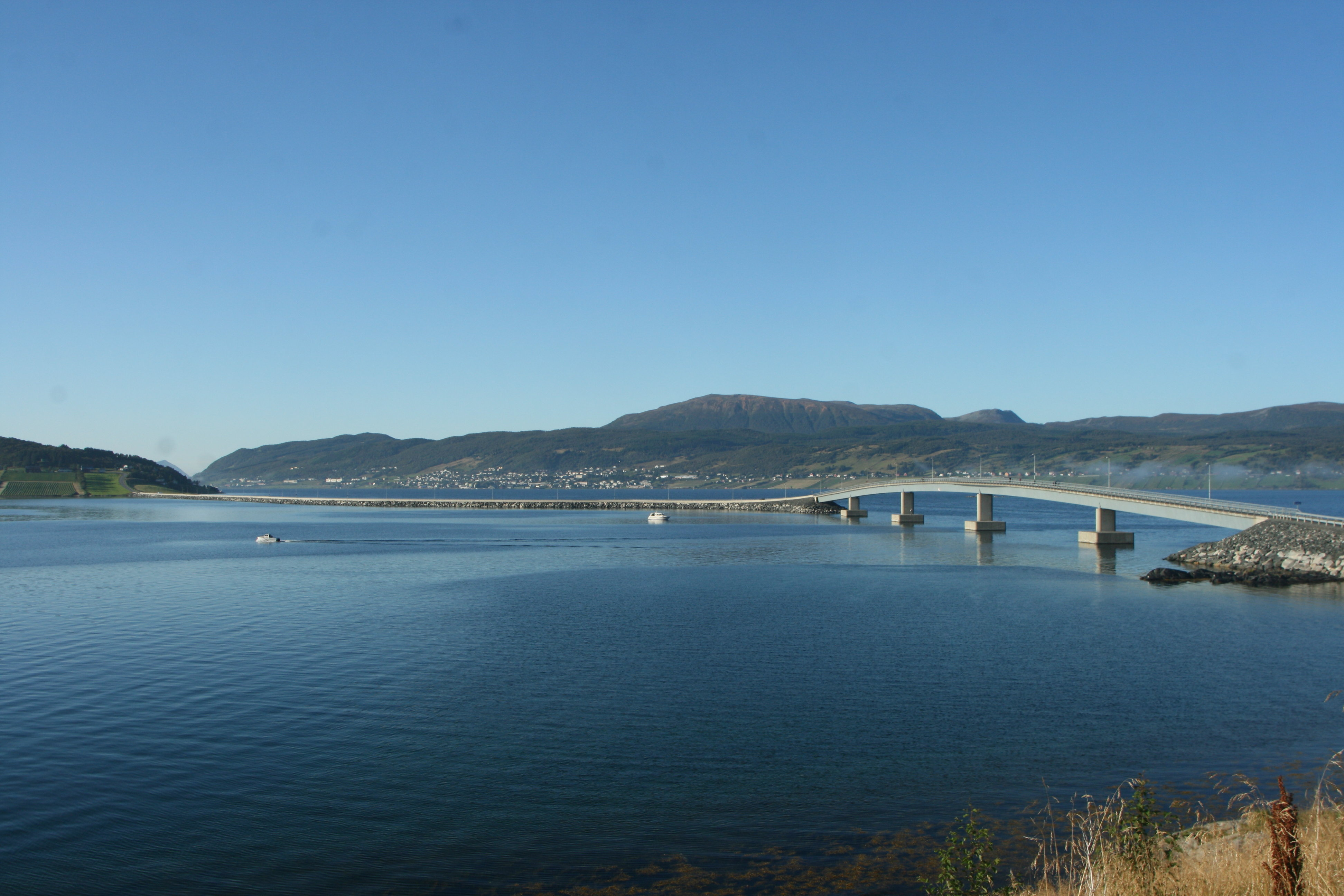
Pont du Kvæfjorden